# زبان‌های سنگال
زبان رسمی سنگال، فرانسوی است که توسط حکومت، دولت، آموزش، رسانه‌ها و دنیای کسب و کار مورد استفاده قرار می‌گیرد. براساس آمارهای سال ۲۰۱۳، ۵ میلیون سنگالی فرانسوی زبان بودند (یعنی ۳۷ درصد از جمعیت کشور) و این باعث شد که زبان فرانسوی رایج‌ترین زبان بعد از زبان ولوف در سنگال به حساب بیاید. اگر چه ولوف به وضوح رایج‌ترین زبان سنگال می‌باشد، اما در سال ۲۰۱۰ تا ۲۰۱۴، تعداد اسپانیایی زبان‌ها افزایش ۱۵ درصدی داشته‌است. ولوف همچنان بیشترین میزان سخنور در این کشور را به خود اختصاص داده‌است که ۸۵ درصد می‌شود. این زبان هم توسط ولوف‌ها و هم توسط دیگر مردمان غیر ولوف که در شهرهای بزرگ سنگال سکونت دارند، مورد استفاده است. اما این زبان در روستاها و مناطق دورافتاده رایج نیست. به همین دلیل این زبان در سطح ملی گسترش ندارد.
با این حال، حدود ۲۱ زبان بومی دیگری در سنگال وجود دارد. اما میانه آنها سرر، پل، ولوف، و مندنگ رایج ترند و بیشتر میان مردم مورد استفاده قرار می‌گیرند.
زبان عربی نیز در سنگال حضور دارد چنان‌که ۹۴ درصد از سنگالی‌ها مسلمان هستند و این زبان اغلب توسط مقامات مذهبی استفاده می‌شود. بنابراین اکثر سنگالی‌هایی که این زبان را بلدند به دلیل آموزش‌های دینی آن را آموخته‌اند.